# Nagroda Satelita za najlepszy montaż
Laureaci Satelity w kategorii najlepszy montaż:

## Lata 90
1996: David Brenner – Dzień Niepodległości

nominacje:
- Walter Murch – Angielski pacjent
- Roderick Jaynes – Fargo
- Paul Hirsch – Mission: Impossible
- Jill Bilcock – Romeo i Julia

1997: Richard A. Harris, Conrad Buff IV – Titanic

nominacje:
- Richard Francis-Bruce – Air Force One
- Michael Kahn – Amistad
- Dylan Tichenor – Boogie Nights
- Peter Honess – Tajemnice Los Angeles

1998: Michael Kahn – Szeregowiec Ryan

nominacje:
- Billy Weber – Cienka czerwona linia
- William Goldenberg – Miasteczko Pleasantville
- Andy Keir, Carol Littleton – Pokochać
- David Gamble – Zakochany Szekspir

1999: Andrew Mondshein – Szósty zmysł

nominacje:
- Tariq Anwar, Christopher Greenbury – American Beauty
- Brian Johnson – Buena Vista Social Club
- William Goldenberg, Paul Rubell – Informator
- Chris Lebenzon – Jeździec bez głowy
- Walter Murch – Utalentowany pan Ripley

## 2000-09
2000: Conrad Buff IV – Trzynaście dni

nominacje:
- Pietro Scalia – Gladiator
- Christian Wagner, Steven Kemper – Mission: Impossible II
- Tim Squyres – Przyczajony tygrys, ukryty smok
- Stephen Mirrione – Traffic

2001: John Gilbert – Władca Pierścieni: Drużyna Pierścienia

nominacje:
- Hervé Schneid – Amelia
- Richard Francis-Bruce – Harry Potter i Kamień Filozoficzny
- Jill Bilcock – Moulin Rouge!
- Mike Hill, Daniel P. Hanley – Piękny umysł

2002: Thelma Schoonmaker – Gangi Nowego Jorku

nominacje:
- Dody Dorn – Bezsenność
- Eric Zumbrunnen – Spider-Man
- Michael Horton – Władca Pierścieni: Dwie wieże
- Jeffrey Ford – Zdjęcie w godzinę

2003: Victor Du Bois, Steven Rosenblum – Ostatni samuraj

nominacje:
- Lisa Zeno Churgin – Dom z piasku i mgły
- William Goldenberg – Niepokonany Seabiscuit
- Lee Smith – Pan i władca: Na krańcu świata
- Joel Cox – Rzeka tajemnic
- Jamie Selkirk – Władca Pierścieni: Powrót króla

2004: Jim Miller, Paul Rubell – Zakładnik

nominacje:
- Thelma Schoonmaker – Aviator
- John Bloom, Antonia Van Drimmelen – Bliżej
- Long Cheng – Dom latających sztyletów
- Dylan Tichenor – Lemony Snicket: Seria niefortunnych zdarzeń
- Bob Murawski – Spider-Man 2

2005: Geraldine Peroni, Dylan Tichenor – Tajemnica Brokeback Mountain

nominacje:
- Stephen Mirrione – Good Night and Good Luck
- Walter Murch – Jarhead. Żołnierz piechoty morskiej
- Angie Lam – Kung fu szał
- Robert Rodriguez – Sin City: Miasto grzechu
- Michael Kahn – Wojna światów

2006: Mark Helfrich, Mark Goldblatt, Julia Wong – X-Men: Ostatni bastion

nominacje:
- Stephen Mirrione, Douglas Crise – Babel
- Virginia Katz – Dreamgirls
- William Goldenberg – Miami Vice
- Joel Cox – Sztandar chwały

2007: Pietro Scalia – Amerykański gangster

nominacje:
- Ronald Sanders – Wschodnie obietnice
- Richard Marizy – Niczego nie żałuję – Edith Piaf
- Jill Savitt – Świadek bez pamięci
- Joel i Ethan Coenowie – To nie jest kraj dla starych ludzi
- Christopher Rouse – Ultimatum Bourne’a

2008: Dan Lebental – Iron Man

nominacje:
- Matt Chesse, Richard Pearson – 007 Quantum of Solace
- Dody Dorn, Michael McCusker – Australia
- Daniel P. Hanley, Mike Hill – Frost/Nixon
- Lee Smith – Mroczny Rycerz
- Chris Dickens – Slumdog. Milioner z ulicy

2009: Chris Innis, Bob Murawski – The Hurt Locker. W pułapce wojny

nominacje:
- David Brenner, Peter S. Elliot–2012
- Greg Finton – Będzie głośno
- Julian Clarke – Dystrykt 9
- Claire Simpson, Wyatt Smith – Dziewięć
- David Wu, Angie Lam, Hongyu Yang, Robert A. Ferrettis – Trzy królestwa

## 2010-19
2010: Robert Frazen – Daj, proszę

nominacje:
- Lee Smith – Incepcja
- Dylan Tichenor – Miasto złodziei
- Robert Duffy, Chris Lebezon – Niepowstrzymany
- Kirk Baxter, Angus Wall – The Social Network
- Thelma Schoonmaker – Wyspa tajemnic